# Лірідон Латіфі
Лірідон Латіфі (алб. Liridon Latifi, нар. 6 лютого 1994, Приштина, Албанія) — албанський футболіст, півзахисник, нападник національної збірної Албанії та угорського клубу «Академія Пушкаша».
Дворазовий чемпіон Албанії.

## Клубна кар'єра
У дорослому футболі дебютував 2012 року виступами за команду клубу «Приштина», в якій провів три сезони.
Згодом з 2015 по 2017 рік грав у складі команд клубів «Скендербеу» та «Кукесі».
До складу клубу «Академія Пушкаша» приєднався 2017 року. Станом на 17 вересня 2017 відіграв за клуб з Фельчута два матчі в національному чемпіонаті.

## Виступи за збірні
2012 року дебютував у складі юнацької збірної Албанії, взяв участь в одній грі на юнацькому рівні.
Протягом 2015—2016 років залучався до складу молодіжної збірної Албанії. На молодіжному рівні зіграв в 11 офіційних матчах, забив 4 голи.
2017 року дебютував в офіційних матчах у складі національної збірної Албанії.

## Статистика виступів

### Статистика клубних виступів
| Сезон                  | Команда                | Чемпіонат              | Чемпіонат | Чемпіонат | Національний кубок | Національний кубок | Національний кубок | Континентальні кубки | Континентальні кубки | Континентальні кубки | Інші змагання | Інші змагання | Інші змагання | Усього | Усього |
| Сезон                  | Команда                | Ліга                   | Ігор      | Голів     | Ліга               | Ігор               | Голів              | Ліга                 | Ігор                 | Голів                | Ліга          | Ігор          | Голів         | Ігор   | Голів  |
| ---------------------- | ---------------------- | ---------------------- | --------- | --------- | ------------------ | ------------------ | ------------------ | -------------------- | -------------------- | -------------------- | ------------- | ------------- | ------------- | ------ | ------ |
| 2014-січ. 2015         | «Приштина»             | ЧК                     | 0         | 0         | КК                 | 0                  | 0                  | -                    | -                    | -                    | -             | -             | -             | 0      | 0      |
| січ.-лип. 2015         | «Скендербеу»           | КС                     | 14        | 5         | КА                 | 4                  | 0                  | ЛЧ                   | -                    | -                    | СА            | -             | -             | 18     | 5      |
| 2015–16                | «Скендербеу»           | КС                     | 28        | 5         | КА                 | 2                  | 0                  | ЛЧ+ЛЄ                | 5+6                  | 1+0                  | СА            | 0             | 0             | 41     | 6      |
| 2016–17                | «Скендербеу»           | КС                     | 34        | 11        | КА                 | 5                  | 1                  | -                    | -                    | -                    | СА            | 0             | 0             | 39     | 12     |
| лип.-серп. 2017        | «Скендербеу»           | КС                     | 0         | 0         | КА                 | 0                  | 0                  | ЛЄ                   | 8                    | 4                    | -             | -             | -             | 8      | 4      |
| Усього за «Скендербеу» | Усього за «Скендербеу» | Усього за «Скендербеу» | 76        | 21        |                    | 11                 | 1                  |                      | 19                   | 5                    |               | -             | -             | 106    | 27     |
| 2017–18                | «Академія Пушкаша»     | ЧУ                     | 1         | 0         | КУ+КЛ              | 0+0                | 0                  | -                    | -                    | -                    | -             | -             | -             | 1      | 0      |
| Усього за кар'єру      | Усього за кар'єру      | Усього за кар'єру      | 77        | 21        |                    | 11                 | 1                  |                      | 21                   | 5                    |               | -             | -             | 109    | 27     |

### Статистика виступів за збірну
| Дата      | Місто      | Господарі  | Результат | Гості                | Турнір            | Голи | Примітки |
| --------- | ---------- | ---------- | --------- | -------------------- | ----------------- | ---- | -------- |
| 24-3-2017 | Палермо    | Італія     | 2 – 0     | Албанія              | Відбір до ЧС 2018 | -    | 88'      |
| 28-3-2017 | Ельбасан   | Албанія    | 1 – 2     | Боснія і Герцеговина | товариський матч  | -    | 71'      |
| 4-6-2017  | Люксембург | Люксембург | 2 – 1     | Албанія              | товариський матч  | -    | 77'      |
| Усього    |            | Матчів     | 3         |                      | Голів             | 0    |          |

| Дата       | Місто                     | Господарі   | Результат | Гості       | Турнір                             | Голи | Примітки |
| ---------- | ------------------------- | ----------- | --------- | ----------- | ---------------------------------- | ---- | -------- |
| 28-3-2015  | Вадуц                     | Ліхтенштейн | 0 – 2     | Албанія     | Кваліфікація молодіжного Євро-2017 | 1    |          |
| 16-6-2015  | Соллентуна (комуна)       | Швеція      | 4 – 1     | Албанія     | Товариський матч                   | -    |          |
| 3-9-2015   | Тирана                    | Албанія     | 1 – 1     | Ізраїль     | Кваліфікація молодіжного Євро-2017 | -    | 62'      |
| 8-9-2015   | Тирана                    | Албанія     | 1 – 6     | Португалія  | Кваліфікація молодіжного Євро-2017 | -    | 80'      |
| 13-10-2015 | Фелчут                    | Угорщина    | 2 – 2     | Албанія     | Кваліфікація молодіжного Євро-2017 | 1    |          |
| 12-11-2015 | Ароука                    | Португалія  | 4 – 0     | Албанія     | Кваліфікація молодіжного Євро-2017 | -    |          |
| 16-11-2015 | Ельбасан                  | Албанія     | 2 – 0     | Ліхтенштейн | Кваліфікація молодіжного Євро-2017 | 1    |          |
| 24-3-2016  | Ельбасан                  | Албанія     | 0 – 0     | Греція      | Кваліфікація молодіжного Євро-2017 | -    | 75'      |
| 28-3-2016  | Ельбасан                  | Албанія     | 2 – 1     | Угорщина    | Кваліфікація молодіжного Євро-2017 | -    | 87'      |
| 10-8-2016  | Сан-Бенедетто-дель-Тронто | Італія      | 0 – 0     | Албанія     | Товариський матч                   | -    |          |
| 2-9-2016   | Афіни                     | Греція      | 2 – 1     | Албанія     | Кваліфікація молодіжного Євро-2017 | 1    |          |
| Усього     |                           | Матчів      | 11        |             | Голів                              | 4    |          |

## Досягнення
- Чемпіон Албанії (2):

«Скендербеу»: 2014-15, 2015-16
- Чемпіон Молдови (1) :

«Шериф»: 2019
- Володар Кубка Албанії (1):

«Влазнія»: 2021-22
- Чемпіон Північної Македонії (1):

«Шкендія»: 2024-25